# Niet normaal
Niet normaal is een single van de Nederlandse zanger Wolter Kroes uit 2007. Het stond in 2008 als eerste track op het album Echt niet normaal!.

## Achtergrond
Niet normaal is geschreven door Eric van Tijn en Jochem Fluitsma en geproduceerd door Giovanni Caminita en Han Nuyten. Het is een Nederlandstalig feestnummer waarin de zanger bezingt wat er met hem gebeurt als een bepaalde mooie vrouw hem aanspreekt in de kroeg. Het uitbrengen van de single betekende voor Kroes een succesvolle periode. Niet normaal verkocht goed en ook de singles Donker om je heen (duet met André Hazes) en Viva Hollandia waren grote hits. De B-kant van de single was een "kale versie" van het lied.

## Hitnoteringen
Het lied bereikte enkel in Nederland de hitlijsten. Het kwam in zowel de Top 40 als de Single Top 100 tot de vierde plaats. Het stond twaalf weken in de Single Top 100, vier weken langer dan in de Top 40.